# Estación de ferrocarril de Dalian
La estación de Dalian (en chino tradicional, 大連站; en chino simplificado, 大连站; pinyin, Dàlián Zhàn) es una estación de ferrocarril de la ciudad china de Dalian, Liaoning. Es la terminal y el punto de partida de las líneas de alta velocidad Harbin–Dalian y Beijing–Harbin. La estación fue inaugurada en 1908 por los rusos, pero en 1937 los japoneses construyeron la estación en el lugar que ocupa hoy. Alrededor de 80 trenes de pasajeros se manejan diariamente.

## Historia
La estación se abrió en 1903 bajo la ocupación de la Rusia zarista, pero su sitio estaba ubicado al este del actual. La nueva estación se construyó y se trasladó a la ubicación presente en 1937, esta vez bajo ocupación japonesa. Su diseño fue realizado por Sotaro Ota (太 田宗 太郎) y otros miembros de la Sección de Construcción del Departamento Regional del Ferrocarril del Sur de Manchuria.